# George Eric Deacon Alcock
George Eric Deacon Alcock, angleški učitelj in ljubiteljski astronom, * 28. avgust 1912, Peterborough, grofija Cambridgeshire, Anglija, † 15. december 2000.
Alcock je odkril veliko nov in kometov in je po Caroline Herschel najplodoviteljši britanski ljubiteljski astronom.

## Življenje in delo
Najprej je opazoval meteorje in meteorske roje. Leta 1953 se je odločil, da bo začel iskati komete, leta 1955 pa je začel iskati tudi nove. S pomočjo spomina na vzorce tisočih zvezd je lahko vidno razločil vsiljivce.
Leta 1959 je odkril komet C/1959 Q1 (Alcock), prvi komet, ki so ga po letu 1894 odkrili v Združenem kraljestvu. Le pet dni kasneje je odkril še enega, C/1959 Q2 (Alcock). Leta 1963 in 1965 je odkril še dva kometa. Leta 1967 je odkril svojo prvo novo HR Delfina) (HR Delphini), za katero se je pokazalo, da ima nenavadno svetlobno krivuljo. Odkril je še dve novi, leta 1968 LV Lisičke (LV Vulpeculae) in leta 1970 V368 Ščita (V368 Scuti). Leta 1983 je okril svoj peti in zadnji komet C/1983 H1 (IRAS-Araki-Alcock). Leta 1991 je odkril novo V838 Herkula (V838 Herculis).
Zelo se je zanimal tudi za meteorologijo in zelo rad je opazoval ptice.
Njegovi dosežki so bili izjemni. V primeri s sodobnimi detektorji CCD, fotometričnimi in računalniškimi iskalnimi programi se njegovi vizualni postopki pri odkritjih zdijo staromodni in zastareli in je tudi malo verjetno, da jih bo kdo še kdaj ponovil.

## Priznanja

### Nagrade
Prejel je Red britanskega imperija (MBE).
Leta 1963 je prejel Medaljo Jackson-Gwiltove Kraljeve astronomske družbe.

### Poimenovanja
Po njem se imenuje asteroid 3174 Alcock.